# Classe C (sous-marin américain)
Pour les autres classes de navires du même nom, voir Classe C (sous-marin).
Les sous-marins de la classe C forment une classe de cinq submersibles de la marine américaine construits par la Fore River Shipbuilding Company à Quincy, Massachusetts, dans le cadre d'un sous-contrat de l'Electric Boat Company. Construits entre 1906 et 1909, et en service de 1908 à 1919, tous les cinq furent par la suite vendus à démolition en 1920. Ils sont considérablement plus gros que la classe B précédente et ce sont les premiers sous-marins américains équipés d'une propulsion à deux arbres d'hélices.

## Conception
Ces navires comprennent certaines caractéristiques destinées à augmenter la vitesse sous-marine qui est standard sur les sous-marins américains de cette époque, notamment un kiosque et un capuchon rotatif sur les lanceurs des tubes lance-torpilles. Pour les courses de surface prolongées, le kiosque non épais est équipé par une structure de tuyauterie et de toile. Apparemment, le concept de « plongée en catastrophe » n'a pas encore été développé, car ce système prend un temps considérable à déployer et à démonter. Cette configuration reste standard jusqu'à la classe L, mise en service en 1916-1917. Le capuchon de bouche du tube lance-torpilles profilé et rotatif permet d'éliminer la traînée causée par les trous de la bouche. En position repliée, le sous-marin semble ne pas être équipé de tubes lance-torpilles, les trous du capuchon étant recouverts par le balcon de proue. Cette caractéristique reste standard jusque dans la classe K, après leurs remplacements par des volets standard dans les années 1950.

## Historique
Les sous-marins de classe C servent dans la flotte de l'Atlantique. Le 20 mai 1913, les cinq navires de classe C du premier groupe de la flotte de l'Atlantique, quittent Norfolk, en Virginie, pour la baie de Guantánamo, à Cuba. Ils exercent dans les eaux cubaines, menant principalement des exercices de torpilles, jusqu'au 7 décembre 1913. À cette date, les bateaux de classe C, désormais de la première division redésignée, escortés par quatre navires de surface, naviguent pour Cristóbal dans la zone du canal de Panama. Cinq jours plus tard, les navires parcourent lors de leur patrouille 1 100 km, il s'agit à l'époque de la plus longue croisière effectuée par des sous-marins américains par leurs propres moyens. Les sous-marins restent à la base sous-marine de Coco Solo jusqu'à leur retrait du service en 1919. Ils sont démolis en 1920.

## Navires de la classe
- USS C-1 (SS-9), est mis sur cale le 3 août 1905, lancé le 4 octobre 1906 sous le nom d'Octopus et mis en service le 30 juin 1908. Rebaptisé C-1 le 17 novembre 1911, le sous-marin est retiré du service le 4 août 1919 et vendu pour démolition le 13 avril 1920[2].
- USS C-2 (SS-13), est mis sur cale le 4 mars 1908, lancé le 8 avril 1909 sous le nom de Stingray et mis en service le 23 novembre 1909. Rebaptisé C-2 le 17 novembre 1911, le sous-marin est retiré du service le 23 décembre 1919 et vendu pour démolition le 13 avril 1920[3].
- USS C-3 (SS-14), est mis sur cale le 17 mars 1908, lancé le 8 avril 1909 sous le nom de Tarpon et mis en service le 23 novembre 1909. Rebaptisé C-3 le 17 novembre 1911, le sous-marin est retiré du service le 23 décembre 1919 et vendu pour démolition le 12 avril 1920[4].
- USS C-4 (SS-15), est mis sur cale le 17 mars 1908, lancé le 17 juin 1909 sous le nom de Bonita et mis en service le 23 novembre 1909. Rebaptisé C-4 le 17 novembre 1911, le sous-marin est retiré du service le 15 août 1919 et vendu pour démolition le 13 avril 1920[5].
- USS C-5 (SS-16), est mis sur cale le 17 mars 1908, lancé le 16 juin 1908 sous le nom de Snapper et mis en service le 2 février 1910. Rebaptisé C-5 le 17 novembre 1911, le sous-marin est retiré du service le 23 décembre 1919 et vendu pour démolition le 13 avril 1920[6].